# میتسوگورو هشتم
میتسوگورو هشتم (انگلیسی: Bandō Mitsugorō VIII; ۱۹ اکتبر ۱۹۰۶ – ۱۶ ژانویهٔ ۱۹۷۵) بازیگر، و بازیگر کابوکی اهل ژاپن بود.